# Вивара
 Вивара  (итал. Vivara) — вулканический остров в Тирренском море (часть Средиземного моря), входит в состав итальянской провинции Неаполь в регионе Кампания южной Италии.

## География
Остров находится в Флегринском архипелаге, в который входят острова Искья, Прочида, Низида. Расположен юго-западнее острова Прочида на небольшом расстоянии от него. Эти острова связывает мост. Вивара имеет вулканическое происхождение. Представляет собой остатки древнего вулканического кратера. Площадь острова 0,4 км², самая высокая точка имеет высоту 110 метров.

## История
В результате археологических раскопок были обнаружены фрагменты посуды Микенской культуры.

## Галерея
- Мост с Прочиды
- Флегринские острова